# Bastian Elnan Aurstad
Bastian Elnan Aurstad (* 18. Januar 2005) ist ein norwegischer Leichtathlet, der sich auf den 400-Meter-Hürdenlauf spezialisiert hat.

## Sportliche Laufbahn
Erste internationale Erfahrungen sammelteBastian Elnan Aurstad im Jahr 2022, als er bei den U18-Europameisterschaften in Jerusalem in 50,89 s die Goldmedaille über 400 m Hürden gewann und mit der norwegischen Sprintstaffel (1000 Meter) in 1:53,35 min die Silbermedaille gewann. Im Jahr darauf schied er bei den U20-Europameisterschaften ebendort mit 21,68 s und 47,26 s jeweils in der ersten Runde über 200 und 400 Meter aus und verpasste mit der 4-mal-400-Meter-Staffel mit 3:18,59 min den Finaleinzug. 2024 gelangte er bei den U20-Weltmeisterschaften in Lima mit 3:25,37 min auf den achten Platz in der Mixed-Staffel.
2022 wurde Elnan Aurstad norwegischer Meister im 400-Meter-Hürdenlauf.

## Persönliche Bestleistungen
- 200 Meter: 21,08 s (+1,5 m/s), 8. Juli 2023 in Jessheim
- 400 Meter: 46,55 s, 7. Juli 2023 in Jessheim
  - 400 Meter (Halle): 47,04 s, 3. Dezember 2022 in Steinkjer (norwegischer U20-Rekord, U18-Europarekord)
- 400 m Hürden: 51,56 s, 24. Juni 2022 in Stjørdal (norwegischer U18-Rekord)